# Grupo vinilo

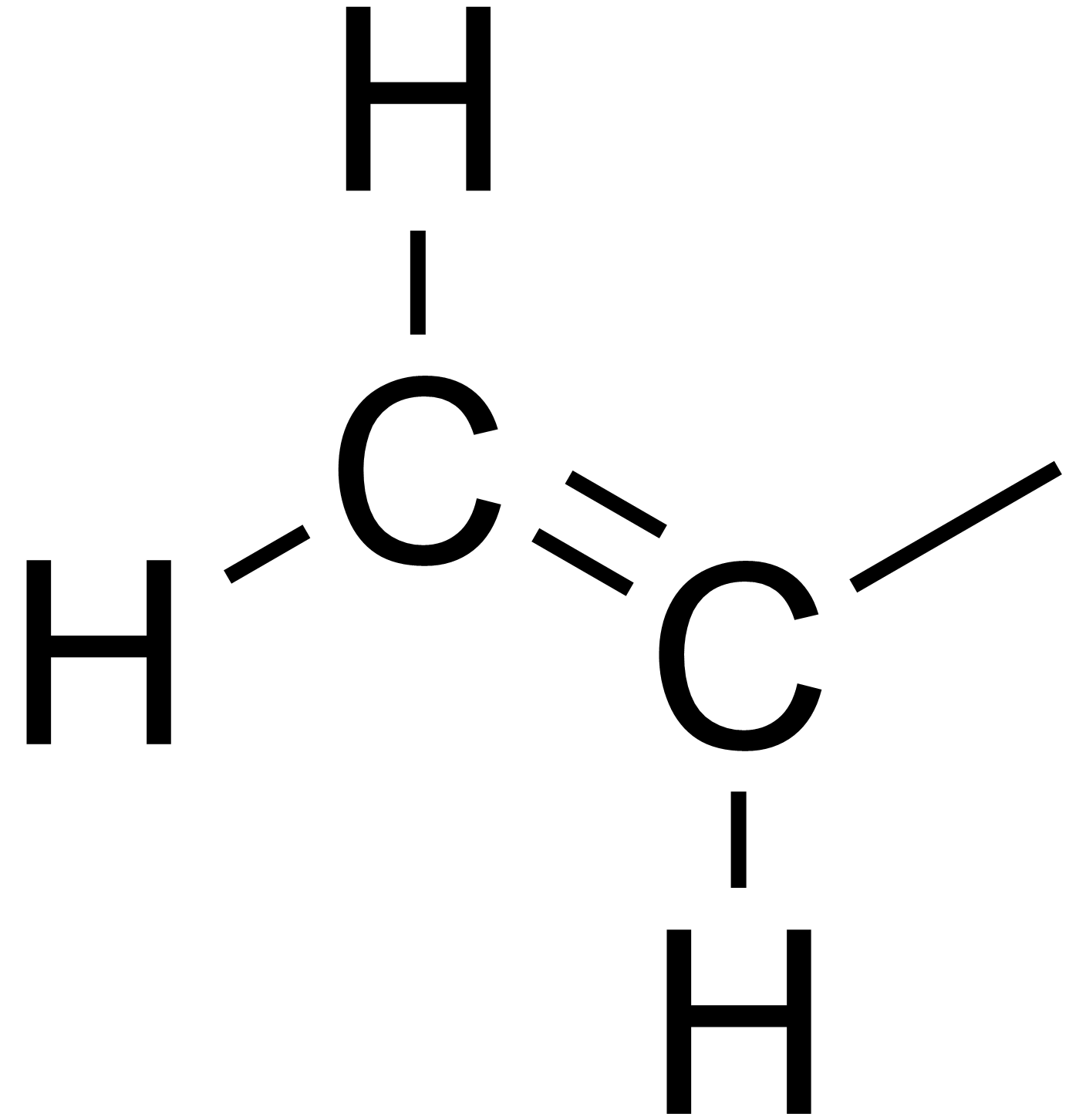
Estructura química del grupo vinilo.

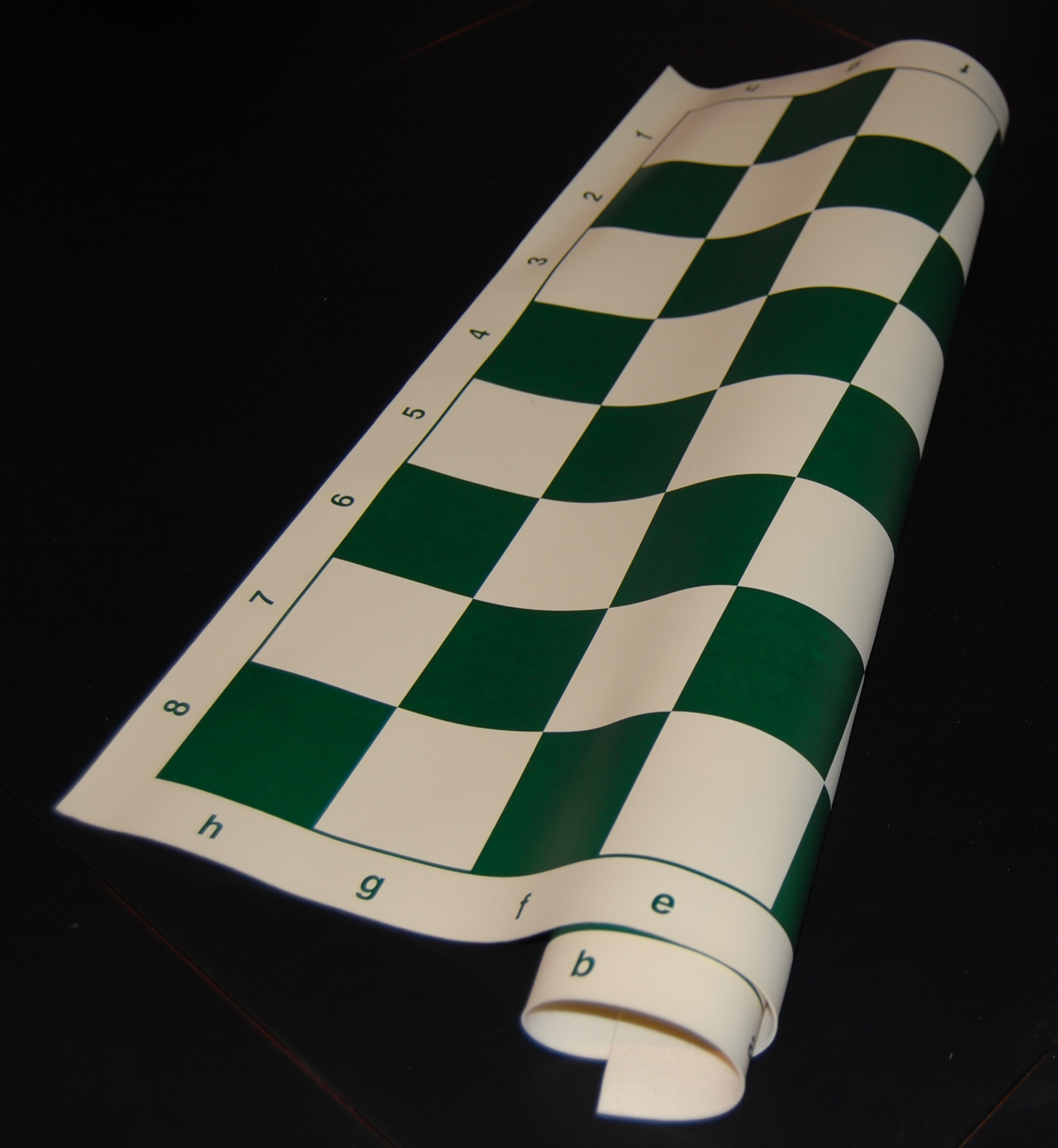
Tablero de ajedrez hecho con PVCtr

En química, vinilo o etenilo es el grupo funcional  −CH=CH2, es decir, el radical correspondiente a la molécula de etileno (H2C=CH2). Esta denominación también es utilizada con frecuencia para designar cualquier compuesto que contenga dicho grupo, es decir, R−CH=CH2, donde R es cualquier otro sustituyente, como por ejemplo un hidrocarburo o un halógeno.
Un ejemplo industrialmente importante de compuesto portador del grupo vinilo es el cloruro de vinilo, el precursor del PVC, un plástico al que comúnmente y por extensión, también se le llama vinilo. El vinilo es uno de los grupos funcionales de tipo alquenilo. En compuestos alifáticos, los carbonos con hibridación sp2 o posiciones de sustitución sobre estos carbonos a menudo también se los nombra con el apelativo de "vinílicos". Alilos, acrilatos y estirenos contienen grupos vinilo.

## Etimología
El término «vinilo» deriva del latín vinum, 'vino', debido a su relación con el alcohol (en su sentido original de alcohol etílico). El término "vinilo" fue acuñado por el químico alemán Hermann Kolbe en 1851.